# Joseph Doré
Pour les articles homonymes, voir Doré.
Joseph Doré, né le 26 septembre 1936 au Grand-Auverné en Loire-Atlantique, est un prélat et théologien catholique français, membre de la compagnie des prêtres de Saint-Sulpice, archevêque de Strasbourg de 1997 à 2006.

## Biographie
Il fait ses études à Ancenis, et après avoir été appelé à servir dans la guerre d'Algérie, il entre au Grand séminaire de Nantes. Le 21 décembre 1961, il est ordonné prêtre pour le diocèse de Nantes. L'année suivante, il est admis dans la compagnie des prêtres de Saint-Sulpice. Après une année à l’Institut catholique de Paris, il part une année à Rome d’où il revient docteur en théologie. À compter de cette époque, il suit régulièrement des cours en Allemagne, notamment ceux du professeur Joseph Ratzinger, le futur pape Benoît XVI.
Pendant six ans, de 1965 à 1971, il est directeur et professeur au grand séminaire de Nantes, où il enseigne la théologie fondamentale. En 1971, il est nommé directeur au Séminaire des Carmes, séminaire de l’Institut catholique de Paris et devient professeur à la faculté de théologie du même institut dont il sera le doyen de 1988 à 1994. Il y enseigne la christologie et la théologie des religions, et favorise, durant son rectorat, la création de l’Institut des Arts sacrés devenu, depuis, Institut supérieur de théologie des arts. Il est ensuite directeur du département de la recherche de l’Institut catholique de Paris de 1994 à 1997.
Depuis 1991, Joseph Doré est membre de l’Académie internationale des sciences religieuses à Bruxelles qu’il préside de 1993 à 1999.

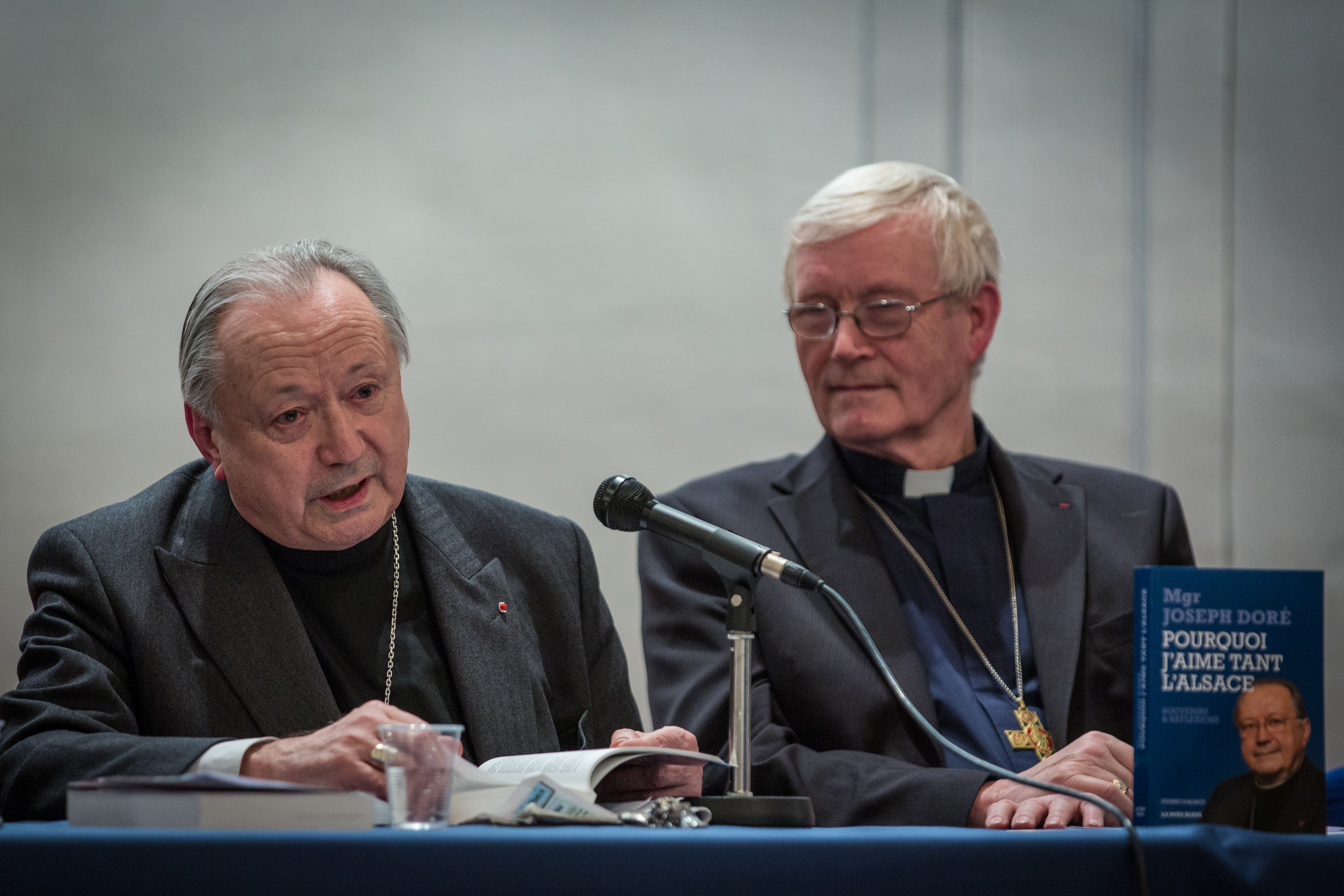
Joseph Doré et son successeur, Jean-Pierre Grallet à Strasbourg le 11 février 2014.

De 1992 à 1997, il est membre de la Commission théologique internationale sous la présidence du préfet de la Congrégation pour la doctrine de la foi, Joseph Ratzinger et, toujours au Vatican, il est membre du Commission historique et théologique du Grand Jubilé de l’an 2000 à partir de 1995.
Il est nommé archevêque de Strasbourg le 2 septembre 1997 et ordonné à la cathédrale de cette ville le 23 novembre 1997 des mains de Charles-Amarin Brand, d’Emile Marcus, archevêque de Toulouse, et de Walter Kasper évêque de Rottenburg-Stuttgart et  futur cardinal et président du Conseil pontifical pour la promotion de l'unité des chrétiens. Il est membre de la commission doctrinale de la Conférence des évêques de France de 1997 à 2003 et, de 2004 à 2006 membre du conseil permanent de la même Conférence. Il est consulteur puis membre du Conseil pontifical de la culture depuis 1988.
En 2001, il intègre par ailleurs la « mafia de Saint-Gall ».
Joseph Doré démissionne pour raison de santé le 25 août 2006. Il reste administrateur apostolique de l'archidiocèse de Strasbourg jusqu'au 21 avril 2007. Il fait officiellement ses adieux au diocèse le 1er avril 2007. Le 21 avril 2007, Benoît XVI nomme à sa suite Jean-Pierre Grallet.

## Hommages et distinctions
- 2009 : 
  - prix du Cardinal Grente pour l’ensemble de son œuvre
  - prix Marcel Flach de l'Académie des sciences morales et politiques[3]
- 2011 :  Commandeur de la Légion d'honneur[4].
- 2016 :  Commandeur de l'ordre des Arts et des Lettres[5].
- Membre d'honneur de l'Académie d'Alsace des sciences, lettres et arts

## Publications

### Directeur de collection
- Collection Jésus et Jésus Christ aux éditions Desclée de Brouwer.
- Collection La Grâce d’une cathédrale aux éditions La Nuée bleue / Place des Victoires.

### Écrivain
- La grâce de croire, Paris, Éditions de l'Atelier, 2003
- À cause de Jésus, Éditions Plon, Paris, 2011.
- Peut-on vraiment rester catholique ?, Éditions Bayard Culture, 2012.
- Pourquoi j’aime l’Alsace, Éditions de La Nuée bleue, 2014.
- (dir), Jésus. L'encyclopédie, Albin Michel, 2017, 845 p.
- Le salut de l'Église est dans sa propre conversion, Paris : Salvator, 2021.